# Merced de tierra
Merced de tierra fue una institución jurídica de la Corona de Castilla, en los siglos XV y XVI, aplicada en las virreinatos de América, consistente en una adjudicación de predios realizada en beneficio de los vecinos de un lugar, que se realizaba como método de incentivar el poblamiento de las tierras conquistadas. Su origen se sitúa en la institución de la Merced medieval.
Cada poblador recibía un solar urbano y una parcela de tierra en las afueras de la villa o poblado, usualmente en zona regable o de huerta. Estos lotes se denominaban chacras (conucos en las Antillas). En ocasiones se concedían tierras de mucha mayor extensión, para explotaciones ganaderas (estancias o hatos) o para cultivo de cereal (peonías). Finalmente, también el concejo o municipalidad recibía tierras como bienes de propios, que se denominaban ejidos.

## En la Nueva España
Después de la conquista de México y fundado el virreinato de la Nueva España se procedió a la división de tierras para su respectiva repartición entre los soldados que participaron en la conquista. Después de esto las mercedes  en el virreinato fueron expedidas mayoritariamente entre 1580 y 1630, aunque en otros lugares, como Oaxaca, estas concesiones se habían efectuado con anterioridad, entre 1529 y 1540.

## En la Provincia Paraguaria o de Paraguay
A solicitud de Hernandarias al rey de España, a principio del siglo XVII, comenzó a otorgarse tierras realengas, donde los jesuitas, fundaron reducciones (actualmente con vestigios en Argentina, Bolivia, Brasil y Paraguay) y estancias misioneras (cuyos principales vestigios se encuentran en Uruguay, al norte del río Queguay), creándose así, las misiones jesuíticas guaraníes dentro del Virreinato de Perú en el Río de la Plata. Al ser expulsados los jesuitas efectivamente en 1768, dichas tierras quedaron baldías y denunciadas por ocupación por poseedores que luego reclamaron la propiedad. Sus ocupantes, generalmente fueron oficiales españoles, que cumplieron algún servicio importante a la corona española.